# آشوت مارتیروسیان (دولتمرد)
آشوت مروژانی مارتیروسیان (ارمنی: Աշոտ Մերուժանի Մարտիրոսյան؛  زادهٔ ۱۶ سپتامبر ۱۹۴۹) مهندس، سیاستمدار اهل ارمنستان است.

## زندگی‌نامه
وی در ۱۶ سپتامبر ۱۹۴۹ در ایروان به دنیا آمد و از دانشگاه پلی‌تکنیک ارمنستان فارغ‌التحصیل گشت. همچنین برندهٔ جوایزی همچون نشان آنانیا شیراکاتسی () شده است.